# Жмуровка (Речицкий район)
Жму́ровка (бел. Жму́раўка) — деревня, центр Жмуровского сельсовета Речицкого района Гомельской области Беларуси.

## География

### Расположение
В 7 км на юг от районного центра и железнодорожной станции Речица (на линии Гомель — Калинковичи), 57 км от Гомеля.

## Транспортная сеть
На реке Днепр. Рядом автодорога Лоев — Речица. Планировка состоит из прямолинейной улицы, ориентированной с юго-востока на северо-запад, к которой с востока присоединяются 2 прямолинейные, параллельные между собой широтные улицы, пересекаемые под прямым углом прямолинейной улицей. Застройка двусторонняя, деревянная, усадебного типа.

## История
По письменным источникам известна с XVIII века как деревня в Речицком повете Минского воеводства Великого княжества Литовского, собственность казны.
После 2-го раздела Речи Посполитой (1793 год) в составе Российской империи. В 1879 году обозначена в Речицком церковном приходе. В 1908 году в Заспенской волости Речицкого уезда Минской губернии.
С 8 декабря 1926 года центр Жмуровского сельсовета Речицкого района Речицкого, с 9 июня 1927 года Гомельского (до 26 июля 1930 года) округов, с 20 февраля 1938 года Гомельской области. В 1930 году работали начальная школа, отделение потребительской кооперации. В 1931 году организован колхоз «Жмуровка», работали кузница и ремонтно-тракторная мастерская. Во время Великой Отечественной войны в боях около деревни 8 июля 1941 года и в ноябре 1943 года погибли 18 советских солдат и партизан (похоронены в братской могиле в центре деревни). 118 жителей погибли на фронте. Согласно переписи 1959 года в составе колхоза «40 лет Октября» (центр — деревня Бронное). Расположены средняя школа, библиотека, фельдшерско-акушерский пункт, отделение связи, Дом культуры.

## Население

### Численность
- 2004 год — 539 хозяйств, 1362 жителей.

### Динамика
- 1795 год — 13 дворов.
- 1850 год — 24 двора, 179 жителей.
- 1885 год — жителя[сколько?].
- 1897 год — 59 дворов, 438 жителей (согласно переписи).
- 1908 год — 75 дворов, 504 жителя.
- 1930 год — 154 двора, 862 жителя.
- 1959 год — 1129 жителей (согласно переписи).
- 2004 год — 539 хозяйств, 1362 жителей.

## Достопримечательность
- Памятник воинам, погибшим в годы Великой Отечественной войны.